# Uilau Tarkong
Uilau Ilebrang Tarkong (ur. 31 stycznia 2005) – palauska zapaśniczka walcząca w stylu wolnym. Zdobyła złoty medal igrzysk mikronezyjskich w 2024. Wygrała mistrzostwa Oceanii w 2024, druga w 2023 i 2025. Triumfatorka miniigrzysk Pacyfiku w 2025, w zapasach plażowych. 